# 1148 Рараху
1148 Рараху (1148 Rarahu) — астероїд головного поясу, відкритий 5 липня 1929 року.
Тіссеранів параметр щодо Юпітера — 3,211.